# Norbert Groeben
Norbert Groeben (* 19. April 1944 in Ratibor) ist ein deutscher Psychologe und Literaturwissenschaftler, der in Heidelberg Allgemeine Psychologie und in Köln Allgemeine Psychologie und Kulturpsychologie gelehrt hat.

## Werdegang
Norbert Groeben studierte ab 1963 Psychologie, Germanistik, Philosophie, katholische Theologie und Soziologie an den Universitäten Mainz, Wien und Münster. 1967 Dipl.Psych. Mainz; 1971 Dr. phil. Münster, außerdem 1972 M.A. im Fach Neuere Deutsche Philologie. 1972 Habilitation in Psychologie an der Universität Heidelberg; 1982 Habilitation in Allgemeiner Literaturwissenschaft an der Universität-Gesamthochschule Siegen.
Von 1973 bis 1994 war er als Professor für Allgemeine Psychologie und Psycholinguistik an der Universität Heidelberg tätig. Von 1994 bis 2007 war er Inhaber des Lehrstuhls für Allgemeine Psychologie und Kulturpsychologie an der Universität zu Köln. Darüber hinaus ist er seit 1993 Honorarprofessor für Allgemeine und Empirische Literaturwissenschaft an der Universität Mannheim sowie seit 2012 an der Universität Heidelberg.
Groeben publiziert im Ruhestand unter dem Pseudonym Ben Roeg historische und zeitkritische Texte in essayistischer Roman- und Erzählform.

## Forschungsschwerpunkte
- Wissenschaftstheorie und sozial-/kulturwissenschaftliche Psychologie
- Psychologische Anthropologie: Subjektmodelle und Kreativität
- Psychologie der Sprache und Textverarbeitung
- Kognitive und Lern-Psychologie
- Empirische Literaturpsychologie und -wissenschaft

## Forschungsbeiträge
Durch seine Studien in den Fächern Psychologie und Literaturwissenschaft hat Groeben an der Verbindung von empirisch-sozial- mit hermeneutisch-kulturwissenschaftlicher Tradition gearbeitet; damit betreibt er sowohl im Bereich der inhaltlichen Theorien (objekttheoretisch) wie der methodischen Vorgehensweisen (metatheoretisch) eine Empirisierung der Literaturwissenschaft und Hermeneutisierung der Psychologie.
In seiner Literaturpsychologie von 1972 hat er als Ausblick das Konzept einer Empirischen Literaturwissenschaft entwickelt, das er 1977 in seinem Buch Rezeptionsforschung als empirische Literaturwissenschaft ausgearbeitet hat.
In der Psychologie hat er zusammen mit Brigitte Scheele auf der Grundlage eines reflexiven Subjektmodells (1977) die Dialog-Konsens-Methodik entwickelt, die das Kernstück des Forschungsprogramms Subjektive Theorien (1988) darstellt. Dieses Modell, das mittels der Methode der Strukturlegetechnik einer Verbindung von Empirie und Hermeneutik intendiert, ist als integratives Paradigma in seinem Hauptwerk Handeln, Tun, Verhalten als Einheiten einer verstehend-erklärenden Psychologie (1986) wissenschaftstheoretisch ausgearbeitet; die entsprechende inhaltlich-anthropologische Ausdifferenzierung bieten die vier Herausgabe-Bände Zur Programmatik einer sozialwissenschaftlichen Psychologie (1997 ff.).
Die anthropologischen Merkmale des sprach- und kommunikationsfähigen Subjekts stehen auch im Mittelpunkt seiner Arbeiten zur Sprach-, Kognitions- und Lernpsychologie (einschließlich Pseudonym Egon Erb) und mit besonderem Gewicht auf der Gesellschaftskritik in seinen literarischen Publikationen (Pseudonym Ben Roeg).

## Publikationen (Auswahl)
- Literaturpsychologie. Kohlhammer, Stuttgart 1972.
- Rezeptionsforschung als empirische Literaturwissenschaft. Narr, Tübingen 1981
- Leserpsychologie: Textverständnis – Textverständlichkeit. Aschendorff, Münster 1982.
- Handeln, Tun, Verhalten als Einheiten einer verstehend-erklärenden Psychologie. Francke, Tübingen 1986.
- Leserpsychologie: Lesemotivation – Lektürewirkung. Aschendorff, Münster, 1988. Mit P. Vorderer
- Das Forschungsprogramm Subjektive Theorien. Francke, Tübingen 1988. Mit D. Wahl, J. Schlee, B. Scheele
- Kreativität. Originalität diesseits des Genialen. Primus, Darmstadt 2013.
- Sterbenswille. Verteidigung des rationalen Suizids und Sterbebeistands. Darmstadt 2021.
- Beziehungsutopien. Verteidigung der Erotik als Ideal emotionaler Liebesvielfalt. Darmstadt 2023

Herausgaben:
- Zur Programmatik einer sozialwissenschaftlichen Psychologie. Bd. I Metatheoretische Perspektiven, 2 Hlbbde.; Bd. II. Objekttheoretische Perspektiven, 2 Hlbbde. Aschendorff, Münster 1997–2003
- Lesekompetenz. Juventa, Weinheim 2002/2009. Mit B. Hurrelmann
- Medienkompetenz. Juventa, Weinheim 2002. Mit B. Hurrelmann
- Lesozialisation in der Mediengesellschaft. Juventa, Weinheim 2004. Mit B. Hurrelmann

Das vollständige Schriftenverzeichnis von Norbert Groeben findet sich im ZPID.